# Protohermes assamensis
Protohermes assamensis är en insektsart som beskrevs av Douglas E. Kimmins 1949. Protohermes assamensis ingår i släktet Protohermes och familjen Corydalidae. Inga underarter finns listade i Catalogue of Life.